# تن‌تن در تبت (بازی ویدئویی)
«تن‌تن در تبت» (انگلیسی: Tintin in Tibet (video game)) یک بازی ویدئویی در سبک بازی ماجراجویی است که توسط اینفوگرمز اینترتیمنت و در سال ۱۹۹۵ و در پلت‌فرم‌های مایکروسافت ویندوز، سوپر نینتندو، و سگا مگا درایو منتشر شده‌است.
نسخه‌های اندروید این بازی در اپ‌استورهای گوگل پلی، کافه بازار و مایکت قابل دانلود است.